# Сидельников, Антон Сергеевич
Антон Сергеевич Сидельников (17 апреля 1981) — российский футболист, полузащитник.
Футболом занимался с пяти лет, первый тренер Виктор Юрьевич Коновалов. Начинал играть в любительских клубах «Горняк» Райчихинск (1996—1999) и «Кристалл» Благовещенск (2000—2001). год играл за райчихинский «Горняк». В 2001—2006 годах играл за «Амур-Энергию»/«Амур» Благовещенск, в 2007 — за «Читу». 2008 год провёл в команде чемпионата Казахстана «Жетысу» Талды-Курган, провёл один матч в Кубке Интертото играл в высшей лиги Казахстана за команду «Жетису» Талдыкоргана, в составе которой выступал в Кубке Интертото. В 2009 году вернулся в «Амур». Сыграл два матча и был вынужден закончить карьеру из-за травмы.
Окончил ДальГАУ. Предприниматель. Член Президиума, руководитель комитета по большому футболу федерации футбола Благовещенска.